# اندیس تیتان
تیتان یک اندیس فلزی است که در  استان گلستان قرار دارد و مادهٔ معدنی موجود در آن، تیتان است.سنگ میزبان این اندیس ۱-افقهای لاتریت و بوکسیت ۲-بازالت سلطان میران ۳-زغال‌سنگ است و دیرینگی آن به دوران ۱-تریاس ۲-سیلورین ۳-ژوراسیک می‌رسد. در این اندیس، پاراژنز‌های گوتیت - هوزیت - کلریت - کوارتز - کائولینیت - هماتیت یافت می‌شوند.